# Guatteria macropus
Guatteria macropus är en kirimojaväxtart som beskrevs av Carl Friedrich Philipp von Martius. Guatteria macropus ingår i släktet Guatteria och familjen kirimojaväxter. Inga underarter finns listade i Catalogue of Life.